# José Luis de Pando Villarroya
José Luis de Pando Villarroya (nascut en La Palma (Cartagena), Murcia, en 1937), és un periodista, economista i advocat espanyol.

## Biografia i recorregut professional
Es va doctorar en Ciències de la Informació per la Universitat Complutense de Madrid. Ha publicat més de setanta de llibres, assajos i diccionaris. Ha estat presentador de TV, locutor de radi, marí d'intendència. Ha viatjat per tot el món, pels cinc continents, estudiant les seves cultures, costums, llengües i dedicant tota la seva carrera a recopilar diccionaris, glossaris i vocabularis de gran quantitat de matèries, entre elles zoologia i botànica.

## Obra[3]
Entre els seus més de setanta llibres publicats es poden destacar:
- Diccionario de voces de la masonería - autor: José Luis de Pando Villarroya, Madrid : Pando Ediciones, 1996.

- Pedro de Castejón, marino - autor: José Luis de Pando Villarroya, Madrid Pando Ediciones 1983.

- Colón y su cronología - autor: José Luis de Pando Villarroya,, Madrid : Pando, 1987, ©1986.

- Pieter van der Does, marino - autor: José Luis de Pando Villarroya, Madrid Pando 1984.

- Colón, marino : drama histórico en tres actos - autor: José Luis de Pando Villarroya, Madrid : Pando Ediciones, 1987.

- Maimonides - autor: José Luís de Pando Villarroya, Madrid : Pando Ediciónes, 1982.

- Colón y el viaje primero - autor: Christopher Columbus, Madrid : Pando Ediciones, 1987, ©1986.

- Colón y el viaje tercero autor: Christopher Columbus, Madrid : Pando Ediciones, 1986.

- La Intendencia de la Armada - autor: José Luis de Pando Villarroya, Madrid : Pando Ediciones, 1982

- Colón y Fernández de Navarrete - autor: José Luis de Pando Villarroya, Madrid : Pando Eds., 1986